# ᶫ
Cette page contient des caractères spéciaux ou non latins. S’ils s’affichent mal (▯, ?, etc.), consultez la page d’aide Unicode.
ᶦ, appelée petite capitale l en exposant, petite capitale l supérieur ou lettre modificative petite capitale l, est un symbole phonétique utilisé dans certaines transcriptions phonétiques non standard ou proches de l’alphabet phonétique international. Il est formé de la lettre latine petite capitale l ‹ ʟ › mise en exposant.

## Utilisation
Bernard Bloch et George L. Trager proposent le symbole pour indiquer la désocclusion latérale de la consonne qui le précede en 1942.
Peter Staroverov et Sören E. Tebay utilisent la petite capitale l en exposant pour transcrire une consonne latérale en mee, réalisée comme une  consonne occlusive vélaire latérale avant les voyelles et diphtongues antérieures et comme une consonne uvulaire fricative latérale avant les voyelles et diphtongues postérieures, par exemple dans [ juɡᶫei] « écraser » et [ɢʶaːti] « dix ».

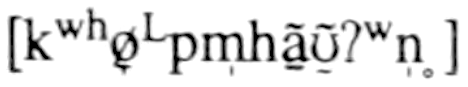
Transcription du danois København dans Laver 1994.

John Laver utilise la petite capitale l en exposant (ou le l majuscule en exposant) pour représenter une prononciation laxe de la consonne qu’elle suit ou précède. Par exemple, dans la transcription du danois København [kʷʰø̞ᶫpm̩hã̰ʊ̠̃ʔʷn̩̊] ou [kʷʰø̞ᴸpm̩hã̰ʊ̠̃ʔʷn̩̊], « Copenhague » ou dans la transcription de l’etsako pour distinguer les consonnes laxes [βᴸ mᴸ vᴸ zᴸ ɾᴸ ŋᴸ xᴸ ɣᴸ] des consonnes tendues [wᵀ mᵀ vᵀ zᵀ ɾᵀ ɲᵀ kᵀ ɡᵀ].
Alexandre François utilise la petite capitale L en exposant pour indiquer le relâchement latérale d’une consonne occlusive vélaire voisée relâchée latérament [gᴸ].

## Représentations informatiques
La lettre modificative petite capitale l peut être représenté avec les caractères Unicode suivants (Supplément extensions phonétiques) :
| formes       | représentations | chaînes de caractères | points de code | descriptions                                    | note                            |
| ------------ | --------------- | --------------------- | -------------- | ----------------------------------------------- | ------------------------------- |
| modificative | ᶫ               | ᶫ                     | U+1DAB         | lettre modificative minuscule petite capitale l | codé pour le symbole phonétique |